# باتريك بونس
باتريك بونس (بالفرنسية: Patrick Pons)‏ كان متسابق دراجات نارية فرنسي فاز ببطولة سباق الجائزة الكبرى للدراجات النارية. نافس في سباقات بطولة العالم لفئة 500 سي سي ولفئة 350 سي سي ولفئة 250 سي سي ولفئة 50 سي سي. توفي إثر حادث تعرض له أثناء السباق.

## روابط خارجية
- باتريك بونس على موقع MotoGP.com (الإنجليزية)